# Piața Independenței din Iași
Piața (parcul) Independenței este o piață din Iași (România) situată în centrul orașului, între bulevardul Independenței și strada Vasile Conta. Aici este amplasată Statuia Independenței, monument istoric cu codul  IS-III-m-B-04313. Alte monumente aflate în directa vecinătate a parcului sunt Biserica Mitocul Maicilor, Casa Asigurării Meșteșugarilor (casa cu boltă), Monumentul doctorului Ludwig Russ și Biserica Sfântul Spiridon (acestea din urmă în incinta Spitalului Universitar „Sfântul Spiridon”). Piața Națiunilor Unite este localizată în apropiere, pe latura de est a spitalului universitar, în timp ce extensia nordică a Pieței Unirii ajunge până în bulevardul Independenței, vizavi de parcul Independenței.

## Istoric

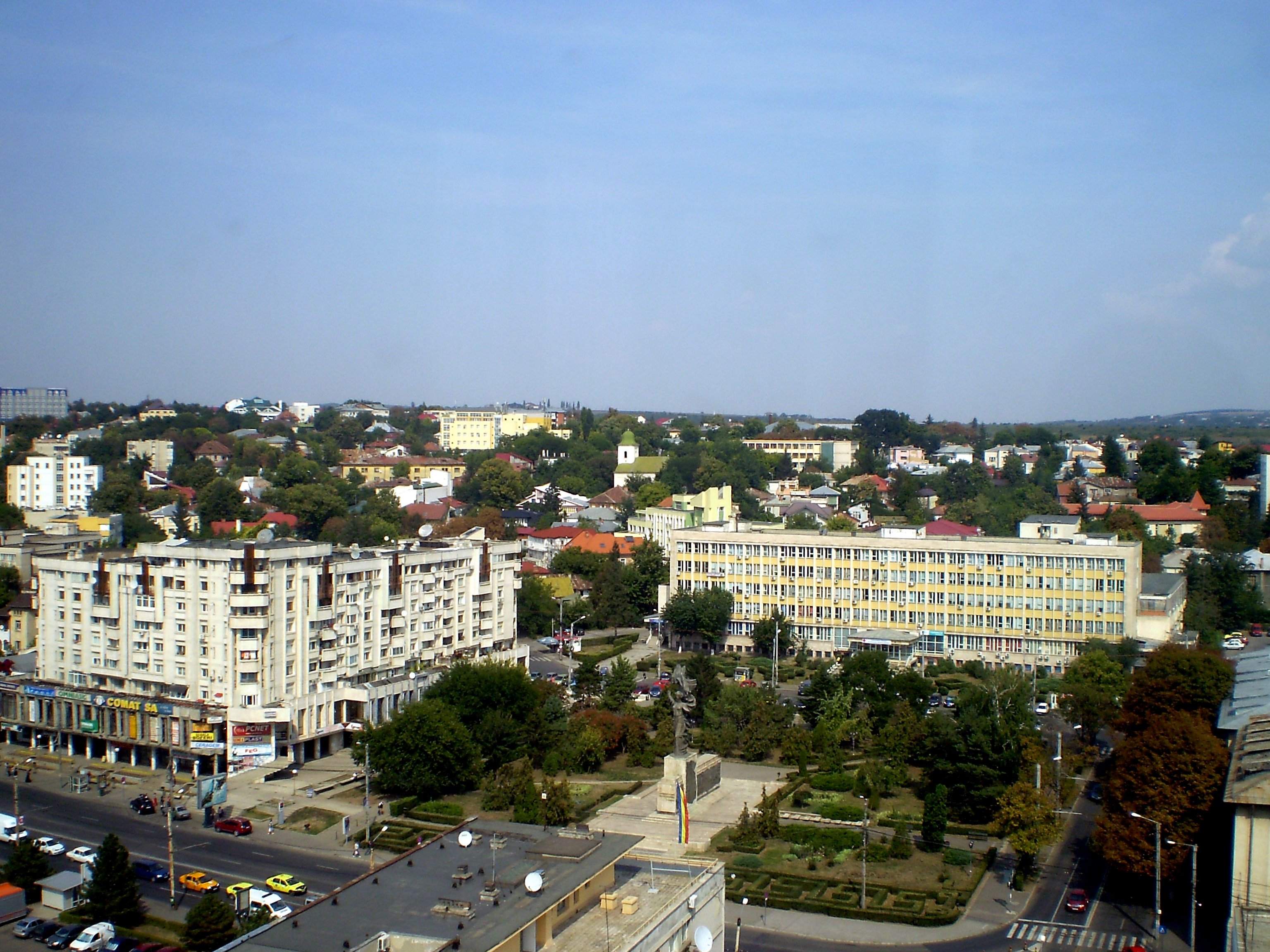
Vedere panoramică asupra Pieței Independenței

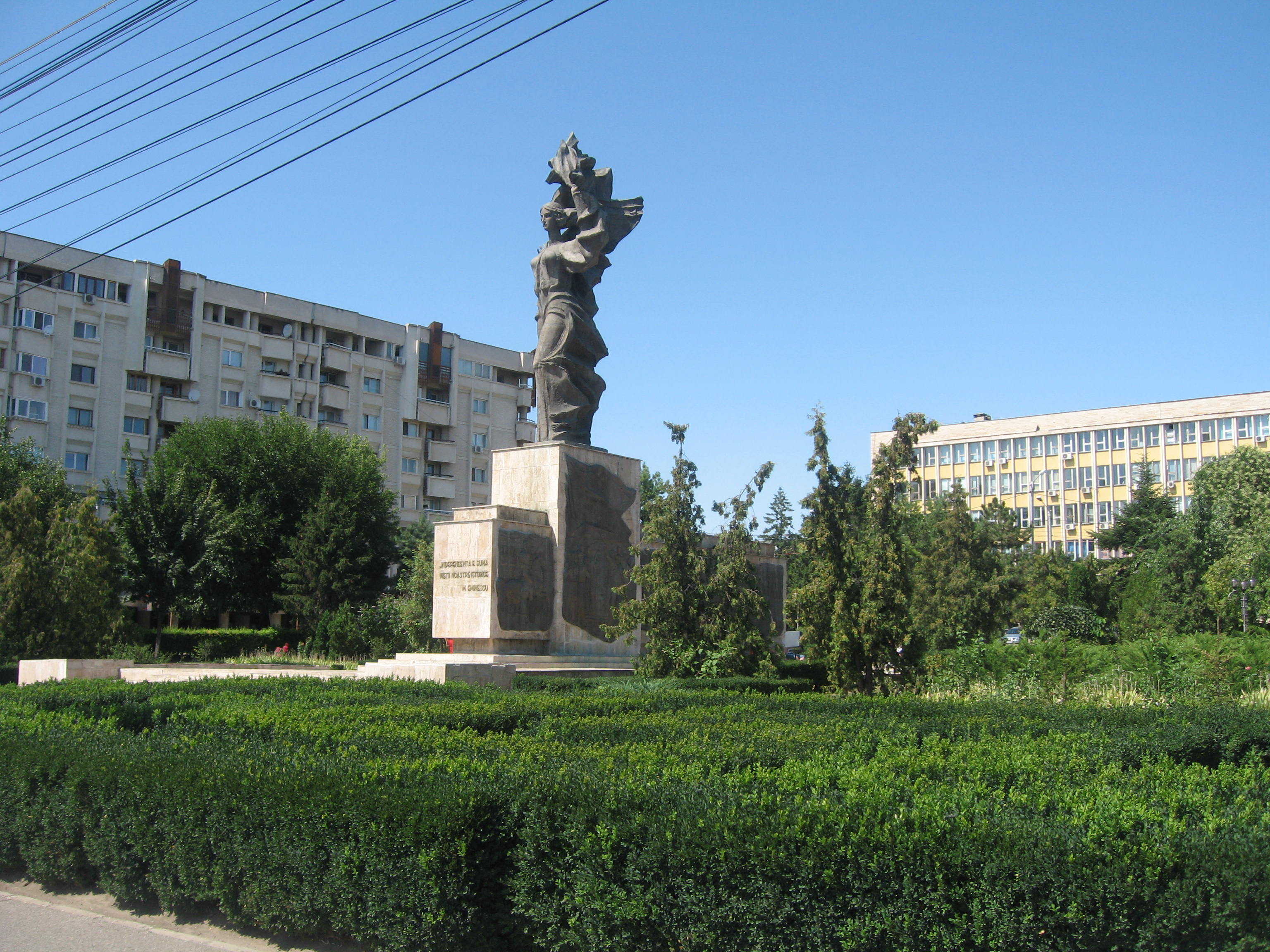
Vedere din aceeași direcție de la nivelul solului

Piața Independenței este relativ recentă, apărând ca rezultat al resistematizării orașului. Astfel, după cutremurul din 1977, strada Gheorghe Dimitrov (fostă I.C. Brătianu, fostă Ulița Târgului de Sus, fostă Ulița Podu' Hangioaiei) a fost lărgită și regularizată, fiind creată artera principală denumită în 1980 „Bulevardul Independenței”.  
Pe locul Medeanului de la „Sfântul Spiridon” – piață înființată încă din secolul al XIX-lea în partea vestică a Mănăstirii „Sfântul Spiridon” – a fost amplasat parcul Independenței. Piața alimentară a fost mutată pe strada Vasile Conta, în spatele casei Alexandru D. Xenopol. Ulterior a fost construit blocul ce adăpostește piața agroalimentară „Independenței”, în direcția Pieței Eminescu (nord-vest). 
S-a vehiculat ideea construirii unei parcări subterane sub parcul Independenței și cel de la Mitocul Maicii Domnului. 

### Monumentul Independenței

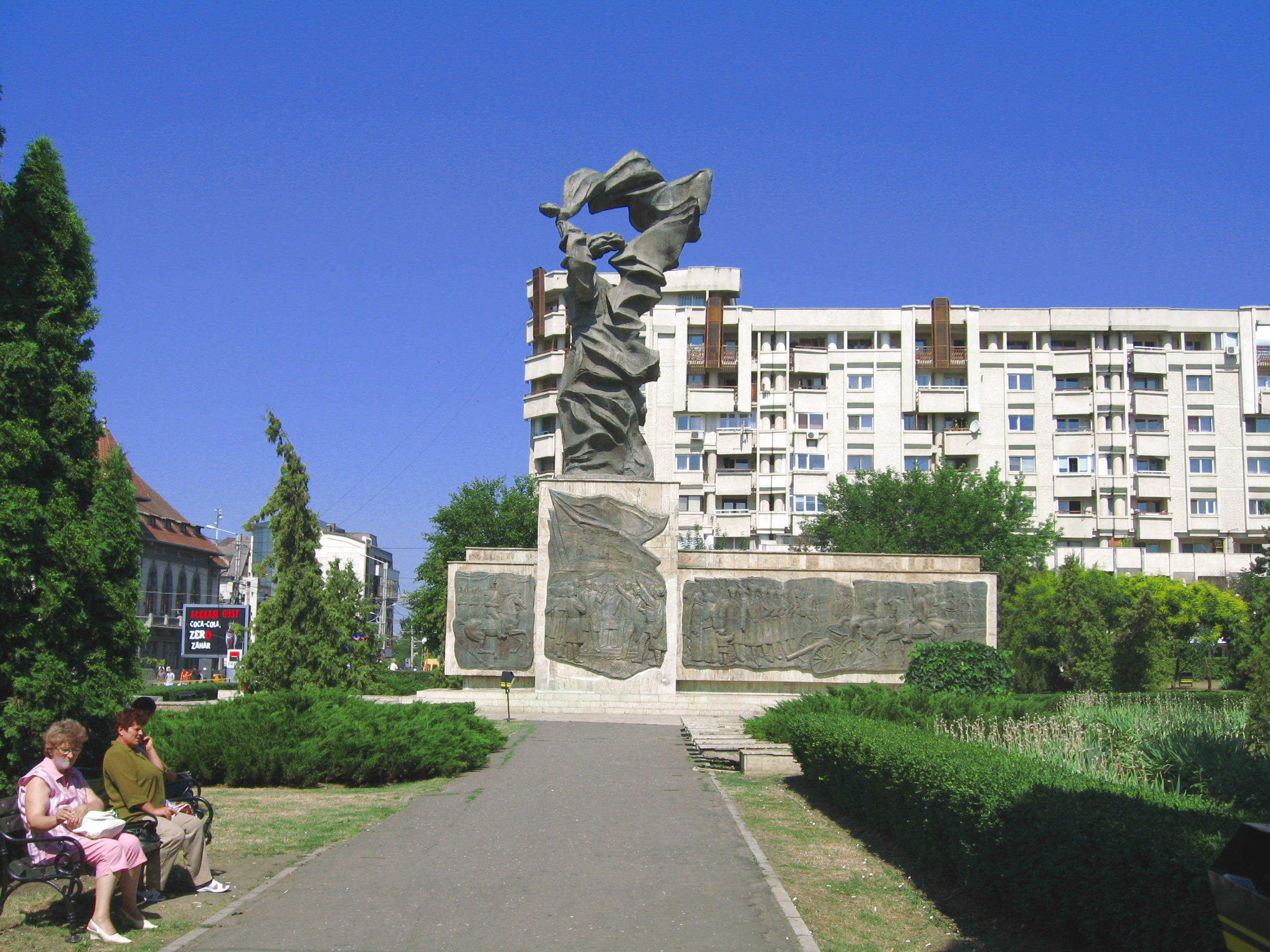
Piața Independenței (vedere dinspre Spitalul „Sfântul Spiridon”)

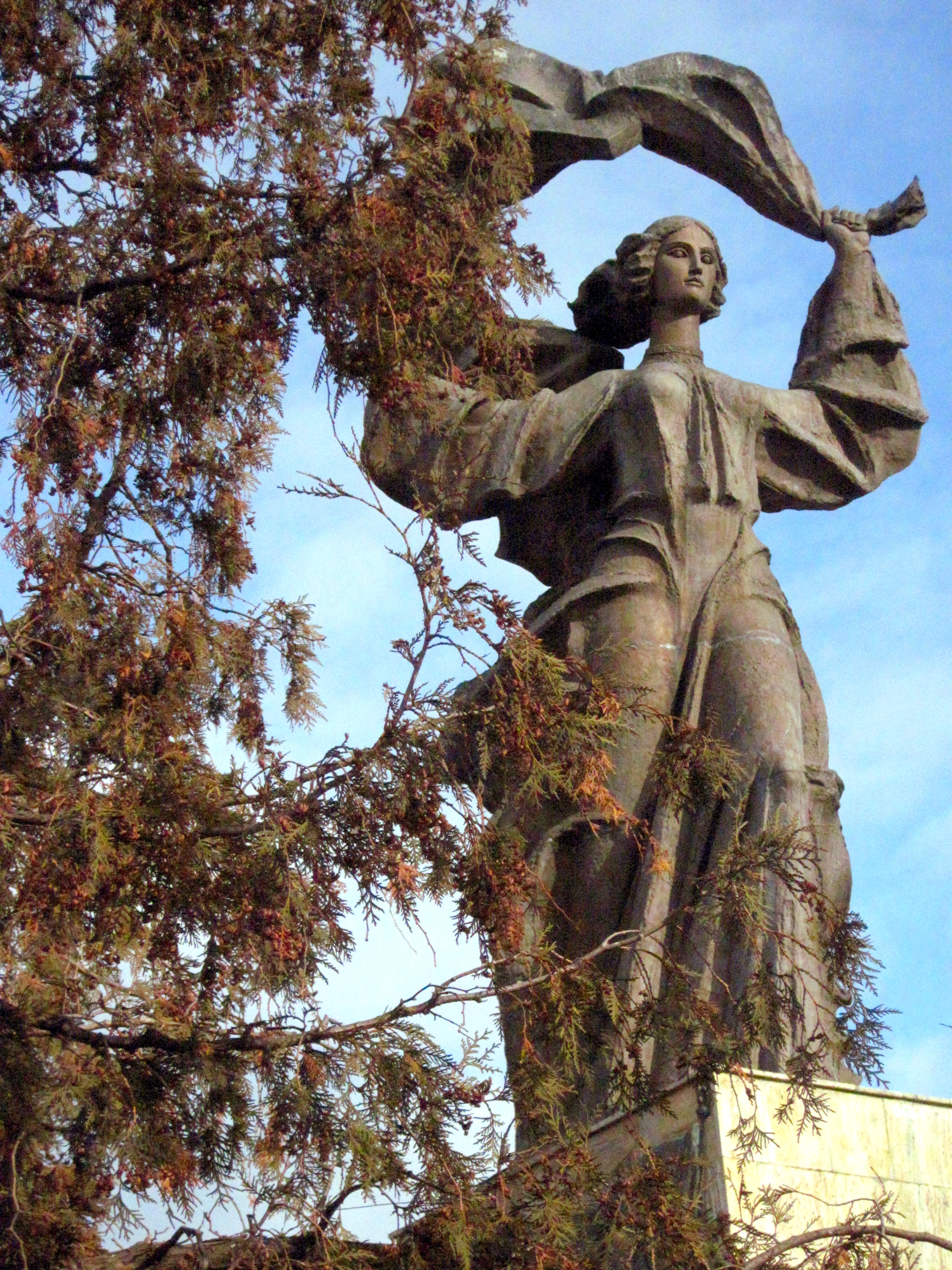
Monumentul Independenței

Monumentul Independenței este un ansamblu format din Statuia Independenței (executată în bronz, cu o înălțime de 11 m) urcată pe un soclu de 6 m (cu șase altoreliefuri cu o suprafață totală de 104 m2). Acesta reprezintă un proiect al soților Gabriela Manole-Adoc și Gheorghe Adoc, realizat pentru a aniversa împlinirea a o sută de ani de la proclamarea independenței naționale (în 1877). Statuia a fost turnată la Combinatul Fondului Plastic din București, în timp ce altoreliefurile la Uzina Mecanică Nicolina. Execuția a durat patru ani, monumentul fiind dezvelit la 15 octombrie 1980 în prezența familiei Nicolae și Elena Ceauseșcu. Acesta este și momentul redenumirii bulevardului și a pieței. 

## Evenimente
La Monumentul Independenței se depun coroane de flori de către reprezentanții statului cu ocazia Zilei Armatei României, a Zilei Independenței de Stat etc.